# فرد بنيون
فرد بنيون (بالإنجليزية: Fred Bennion) هو مدرب كرة سلة أمريكي، ولد في 24 سبتمبر 1884 في ديترويت في الولايات المتحدة، وتوفي في 2 يناير 1960.

## وصلات خارجية
- فرد بنيون على موقع كلية كرة السلة في سبورتس رفرنس.كوم (الإنجليزية)